# Deutsche PalliativStiftung
Die Deutsche Palliativstiftung (DPS) (Eigenschreibweise: Deutsche PalliativStiftung) ist eine Stiftung mit dem Ziel der Verbesserung der Hospizarbeit und Palliativversorgung für schwerstkranke und sterbende Menschen in Deutschland. Sie ist eine nationale Plattform für engagierte Laien, Fachleute, Ehren- und Hauptamtliche in der palliativ-hospizlichen Arbeit.

## Geschichte
Die Stiftung wurde am 8. Mai 2010 von acht Stiftungsgründern ins Leben gerufen. Sie hat ihren Sitz in Fulda. Am 28. Juni 2010 fand der erste bundesweite Fachkongress zur ambulanten Palliativversorgung in Berlin statt. Von der DPS wird auch die Deutsche KinderPalliativStiftung verwaltet.

## Aufgaben
Die Aufgaben der Stiftung sind, gemäß ihrer Verfassung, die Hospizarbeit und Palliativversorgung für schwerstkranke und sterbende Menschen in Deutschland weiter zu verbessern. Patienten mit allen Diagnosen müssen nach Vorstellung der Stifter ihrem Bedarf angemessen palliativ versorgt werden.
Die Stiftung betreibt unter anderem Lobbyarbeit in Politik und Gesellschaft. Sie initiierte beispielsweise mit einem Brief an Bundeskanzlerin Angela Merkel sowie mit einer Petition beim Deutschen Bundestag die Änderung des Betäubungsmittelgesetzes. Diese Petition und die resultierende öffentliche Diskussion führten schließlich zu den notwendigen Schritten für Änderungen. Alle Forderungen der Petition wurden in die aktuelle Änderung des Arzneimittelgesetzes aufgenommen. Die Forderungen wurden im „Zweiten Gesetz zur Änderung arzneimittelrechtlicher und anderer Vorschriften“  umgesetzt (damit auch dessen Art. 4 „Änderung des BtMG / BtM-Versorgung ambulanter Palliativpatienten“) und am 25. Oktober 2012 im Bundesgesetzblatt I Nr. 50 veröffentlicht. Die betäubungsmittelrechtlichen Vorschriften traten danach am 26. Oktober 2012 in Kraft.
Öffentlichkeitsarbeit sowie die bundesweite Vernetzung bereits regional tätiger Palliativ- und Hospizeinrichtungen sind weitere Aufgabenbereiche der Stiftung, dazu gehört auch die Beratung von Laien, Fachleuten sowie Haupt- und Ehrenamtlichen in Verbänden und Institutionen. Betroffenen und Angehörigen, die sich an die Stiftung wenden, werden geeignete Ansprechpartner vor Ort vermittelt.
Die Deutsche Palliativstiftung hat sich nach den Kriterien von Transparency International verpflichtet, alle Aktivitäten und finanziellen Angelegenheiten offenzulegen.

## Stiftungsvorstand
- Vorstandsvorsitzender: Palliativmediziner Thomas Sitte (Fulda)
- stellvertretender Vorstandsvorsitzender: Helmut Sämann (Fulda)
- Schatzmeister: Holger Wehner (Fulda)

## Stiftungsrat
- Stiftungsratsvorsitzender: Hubert Schindler
- stellvertretender Stiftungsratsvorsitzender: Carsten Schütz, Direktor des Sozialgerichts Fulda

- Helge Braun, Präsident der Universität zu Lübeck, Arzt, Bundesminister a. D.
- Helmfried Graf von Lüttichau
- Robert Schwab (Hünfeld)
- Matthias Schmid (Gießen)
- Michaela Hach (Wiesbaden)
- Detlef Knobloch (Fritzlar)
- Dieter Meisberger (Frankfurt/Main)
- Carl-Heinz Müller (Trier)
- Christina Plath (Göttingen)
- Dr. Sabine Schraut (Wiesbaden)
- Dr. med. Sebastian Schiel (Fulda)
- Andreas Müller (Dresden)
- Georg Volk (Frankfurt/Main)
- Prof. Dr. Boris Zernikow (Münster)

## Sonstiges
Die Deutsche Palliativstiftung hat 2017 den Sonderpreis des Hessischen Gesundheitspreises für das Projekt „Kairos“ erhalten.
Sie war Finalist in der Kategorie Publikumspreis des Deutschen Engagementpreises 2012.

## Veröffentlichungen (Auswahl)
- „Die VORSORGEN! Mappe“ (Eigenschreibweise) Eine regelmäßig aktualisierte Sammlung an Dokumenten für den Fall eines Krankenhausaufenthaltes.
- Thomas Sitte (Hrsg.): Die Pflegetipps – Palliative Care. 15. Auflage. Deutscher Palliativverlag, 2016, ISBN 978-3-944530-04-8.
- Eckhard Eichner, Ingmar Hornke, Thomas Sitte (Hrsg.): Ambulante Palliativversorgung – Ein Ratgeber. erweiterte Neuauflage. Deutscher Palliativverlag, 2014, ISBN 978-3-944530-05-5.
- Christoph Roth, Magdalena Roth-Brons: Demenz und Schmerz – ein Ratgeber. 3. Auflage. Deutscher PalliativVerlag, 2016, ISBN 978-3-9814144-6-2.
- Jutta Hübner, Thomas Sitte (Hrsg.): Komplementäre und Alternative Methoden in der Palliativversorgung – ein Ratgeber. 1. Auflage. Deutscher Palliativverlag, 2012, ISBN 978-3-9814144-8-6.
- Thomas Sitte, Arnd T. May (Hrsg.): Rechtsfragen am Lebensende – ein Stein des Anstoßes zur Diskussion. 1. Auflage. Deutscher Palliativverlag, 2013, ISBN 978-3-9814144-9-3.
- S. Al Khadra, E. Eichner, T. Sitte (Hrsg.): Die Medikamententipps – Palliative Care. Deutscher Palliativverlag, 2014, ISBN 978-3-944530-06-2.
- Th. Sitte (Hrsg.): Stationäre Kinderhospizarbeit. 1. Auflage. Deutscher Palliativverlag, 2014, ISBN 978-3-944530-08-6.
- CD Orgelwerke Johann Sebastian Bach Live-Mitschnitt Benefizkonzert von Wolfgang Rübsam im Dom zu Fulda; Texte von Thomas Sitte; Deutscher PalliativVerlag 2014, ISBN 978-3-944530-03-1.
- Berichtsband Aachener Hospizgespräch 2013. , 2014, ISBN 978-3-944530-07-9.
- Berichtsband Aachener Hospizgespräch 2012. Deutscher Palliativverlag, 2013, ISBN 978-3-944530-00-0.
- M. Thöns, Th. Sitte (Hrsg.): Repetitorium Palliativmedizin. Springer-Verlag, 2013, ISBN 978-3-642-36996-4.
- Th. Sitte: Vorsorge und Begleitung für das Lebensende. Springer-Verlag, 2014, ISBN 978-3-662-44346-0.

Seit 2012 erscheint jährlich der Deutsche PalliativKalender im Deutschen Palliativverlag als Ergebnis eines jeweils bundesweit ausgeschriebenen Fotowettbewerbes zu bestimmten Themen.